# Rescasa
Rescasa è un'associazione di categoria che rappresenta i residence e le case ed appartamenti per vacanze in Italia così come inquadrati dalle diverse leggi regionali.
A tutela dei loro interessi, Rescasa svolge un'attività istituzionale di rappresentanza ed un'attività di assistenza in tutti i campi attinenti alla gestione aziendale.

## Storia
Rescasa nasce nel 1977 come associazione di categoria e dal 1983 aderisce a livello nazionale alla Confcommercio e ne rappresenta insieme a Federalberghi, FAITA, FIPE e Fiavet il settore turismo (Confturismo).